# A magyar labdarúgó-válogatott 2015. szeptember 7-i mérkőzése
A magyar labdarúgó-válogatott Európa-bajnoki selejtezője Észak-Írország ellen, 2015. szeptember 7-én. Ez volt a magyar labdarúgó-válogatott 898. hivatalos mérkőzése és a két válogatott egymás elleni 6. összecsapása.

## Előzmények
A magyar labdarúgó-válogatottnak az északír labdarúgó-válogatott elleni volt az ötödik mérkőzése a 2015-ös esztendőben. Az elsőre március 29-én került sor Budapesten Görögország ellen (Eb-selejtező, 0–0), a másodikra június 5-én Debrecenben a Nagyerdei stadionban Litvánia ellen (barátságos, 4–0), a harmadikra június 13-án Helsinkiben, Finnország ellen, szintén Európa-bajnoki selejtező keretében, melynek 1–0 lett a végeredménye a magyar válogatott javára. A találkozó előtti 3 nappal került sor a sorrendben ötödik mérkőzésre Románia ellen Budapesten, melynek gól nélküli döntetlen, 0–0 lett a végeredménye.

A két ország válogatottja legutóbb pontosan egy évvel ezelőtt, 2014. szeptember 7-én csapott össze egymással szintén a 2016-os Európa-bajnoki selejtező keretében. Budapesten, a Groupama Arénában, 20 672 néző előtt lezajlott találkozónak 1–2 lett a végeredmény az északírek 82. és 88. percben szerzett találatával. 

Eddig ötször találkozott a két válogatott egymással. Az első mérkőzésen, 1988. október 19-én Budapesten, a Népstadionban került sor, melyet a magyar válogatott Vincze István góljával 1–0-ra megnyert. A mai találkozó előtt összesítésben 4 magyar siker és 1 északír győzelem született, döntetlen nem volt. 

A találkozó előtt a selejtezőcsoportban hét mérkőzést játszott minden csapat. A csoport élén aktuális ellenfelünk állt 16 ponttal, a románok a 2. helyen 15 ponttal, míg a 3. helyen a magyarok 12 ponttal. 

## Helyszín
A találkozót Belfastban rendezték meg, a Windsor Parkban, melyben a hazai csapat általában játssza válogatott találkozóit.

## Keretek
megjegyzés: A táblázatokban szereplő adatok a mérkőzés előtti állapotnak megfelelőek.
Michael O’Neill, az északír labdarúgó-válogatott szövetségi kapitánya 2011 óta irányítja válogatottját. Tizenhét az angol, egy ausztrál, s hat skót futballban szereplő „légióssal” várják az északírek a magyar válogatottat Belfastba. O’Neill elsősorban azokra épít, akik a budapesti találkozón is szerepeltek.
| Észak-Írország                       | Észak-Írország   | Észak-Írország                   | Észak-Írország | Észak-Írország | Észak-Írország       | Észak-Írország       |
| Poszt                                | Név              | Születési idő és életkor         | Vál.           | Gól            | Klub                 | Utolsó válogatottság |
| ------------------------------------ | ---------------- | -------------------------------- | -------------- | -------------- | -------------------- | -------------------- |
| K                                    | Michael McGovern | 1984. július 12. (31 évesen)     | 5              | 0              | Hamilton Academical  |                      |
| K                                    | Roy Carroll      | 1977. szeptember 30. (37 évesen) | 41             | 0              | Notts County         |                      |
| K                                    | Alan Mannus      | 1982. május 19. (33 évesen)      | 7              | 0              | St. Johnstone        |                      |
| V                                    | Conor McLaughlin | 1991. július 26. (24 évesen)     | 11             | 0              | Fleetwood Town       |                      |
| V                                    | Shane Ferguson   | 1991. július 12. (24 évesen)     | 19             | 1              | Millwall             |                      |
| V                                    | Gareth McAuley   | 1979. december 5. (35 évesen)    | 55             | 8              | West Bromwich Albion |                      |
| V                                    | Jonny Evans      | 1988. január 3. (27 évesen)      | 43             | 1              | West Bromwich Albion |                      |
| V                                    | Chris Baird      | 1982. február 25. (33 évesen)    | 73             | 0              | Derby County         |                      |
| V                                    | Paddy McNair     | 1995. április 27. (20 évesen)    | 3              | 0              | Manchester United    |                      |
| V                                    | Aaron Hughes     | 1979. november 8. (35 évesen)    | 96             | 1              | Melbourne City       |                      |
| V                                    | Craig Cathcart   | 1989. február 6. (26 évesen)     | 21             | 0              | Watford              |                      |
| KP                                   | Steven Davis     | 1985. január 1. (30 évesen)      | 75             | 5              | Southampton          |                      |
| KP                                   | Chris Brunt      | 1984. december 14. (30 évesen)   | 51             | 1              | West Bromwich Albion |                      |
| KP                                   | Corry Evans      | 1990. július 17. (25 évesen)     | 29             | 1              | Blackburn Rovers     |                      |
| KP                                   | Stuart Dallas    | 1981. április 19. (34 évesen)    | 5              | 1              | Leeds United         |                      |
| KP                                   | Paddy McCourt    | 1983. december 16. (31 évesen)   | 17             | 2              | Luton Town           |                      |
| KP                                   | Oliver Norwood   | 1991. április 12. (24 évesen)    | 26             | 0              | Reading              |                      |
| CS                                   | Niall McGinn     | 1987. július 20. (28 évesen)     | 37             | 2              | Aberdeen             |                      |
| CS                                   | Will Grigg       | 1991. július 3. (24 évesen)      | 7              | 0              | Wigan Athletic       |                      |
| CS                                   | Kyle Lafferty    | 1987. szeptember 16. (27 évesen) | 44             | 15             | Norwich City         |                      |
| CS                                   | Billy Mckay      | 1988. október 22. (26 évesen)    | 10             | 0              | Dundee United        |                      |
| CS                                   | Josh Magennis    | 1990. május 15. (25 évesen)      | 13             | 0              | Kilmarnock           |                      |
| CS                                   | Liam Boyce       | 1991. április 8. (24 évesen)     | 5              | 0              | Ross County          |                      |
| CS                                   | Caolan Lavery    | 1992. október 22. (22 évesen)    | 0              | 0              | Sheffield Wednesday  | —                    |
| Szövetségi kapitány: Michael O’Neill |                  |                                  |                |                |                      |                      |

Bernd Storck, a magyar labdarúgó-válogatott szövetségi kapitánya augusztus 28-án hirdette ki 25 fős válogatott keretét a román és az északír találkozóra. Az utánpótláskorú játékosok közül Botka Endre, Kalmár Zsolt és Nagy Ádám maradt a végleges keretben. A románok ellen megsérült Juhász Roland, valamint sárga lapjai miatt Tőzsér Dániel sem lehet ott a magyar válogatott Észak-Írország elleni Eb-selejtezőjén. A szövetségi kapitány, Bernd Storck a Puskás Akadémia fiatal játékosát, az U21-es válogatott színiben Liechtenstein ellen gólt szerző Márkvárt Dávidot hívta be a keretbe. Három olyan játékos kaphat szerepet ezen a mérkőzésen, aki sem Dárdai Pálnál nem voltak kerettagok, és Bernd Storck 33-as bő keretében sem szerepelt még a nevük: Predrag Bošnjak, a Haladás bal oldali illetve Márkvárt Dávid a Puskás Akadémia védője, illetve Bódi Ádám, a DVSC-Teva középpályása.
| Magyarország                      | Magyarország      | Magyarország                     | Magyarország | Magyarország | Magyarország         | Magyarország                         |
| Poszt                             | Név               | Születési idő és életkor         | Vál.         | Gól          | Klub                 | Utolsó válogatottság                 |
| --------------------------------- | ----------------- | -------------------------------- | ------------ | ------------ | -------------------- | ------------------------------------ |
| K                                 | Bogdán Ádám       | 1987. szeptember 27. (27 évesen) | 19           | 0            | Liverpool FC         | 2014. 03. 05-én Finnország ellen     |
| K                                 | Dibusz Dénes      | 1990. november 16. (24 évesen)   | 3            | 0            | Ferencvárosi TC      | 2015. 06. 05-én Litvánia ellen       |
| K                                 | Király Gábor      | 1976. április 1. (39 évesen)     | 96           | 0            | Szombathelyi Haladás | 2015. 09. 04-én Románia ellen        |
| V                                 | Fiola Attila      | 1990. február 17. (25 évesen)    | 7            | 0            | Puskás Akadémia      | 2015. 09. 04-én Románia ellen        |
| V                                 | Botka Endre       | 1994. augusztus 25. (21 évesen)  | 0            | 0            | Budapest Honvéd FC   | —                                    |
| V                                 | Vanczák Vilmos    | 1983. június 20. (32 évesen)     | 78           | 4            | FC Sion              | 2014. 09. 07-én Észak-Írország ellen |
| V                                 | Lang Ádám         | 1993. január 17. (22 évesen)     | 4            | 0            | Videoton             | 2014. 11. 14-én Finnország ellen     |
| V                                 | Kádár Tamás       | 1990. március 14. (25 évesen)    | 23           | 0            | Lech Poznań          | 2015. 09. 04-én Románia ellen        |
| V                                 | Guzmics Richárd   | 1987. április 16. (28 évesen)    | 8            | 0            | Wisła Kraków         | 2015. 09. 04-én Románia ellen        |
| V                                 | Leandro           | 1982. március 19. (33 évesen)    | 13           | 0            | Ferencvárosi TC      | 2015. 09. 04-én Románia ellen        |
| V                                 | Predrag Bošnjak   | 1985. november 13. (29 évesen)   | 1            | 0            | Szombathelyi Haladás | 2014. 06. 04-én Albánia ellen        |
| KP                                | Elek Ákos         | 1988. július 21. (27 évesen)     | 33           | 1            | Csangcsun Jataj      | 2015. 09. 04-én Románia ellen        |
| KP                                | Nagy Ádám         | 1995. június 12. (20 évesen)     | 0            | 0            | Ferencvárosi TC      | —                                    |
| KP                                | Bódi Ádám         | 1990. október 18. (24 évesen)    | 0            | 0            | Debreceni VSC        | —                                    |
| KP                                | Gera Zoltán       | 1979. április 22. (36 évesen)    | 82           | 24           | Ferencvárosi TC      | 2015. 06. 13-án Finnország ellen     |
| KP                                | Kalmár Zsolt      | 1995. június 9. (20 évesen)      | 5            | 0            | RB Leipzig           | 2014. 11. 18-án Oroszország ellen    |
| KP                                | Márkvárt Dávid    | 1994. szeptember 20. (20 évesen) | 0            | 0            | Puskás Akadémia      | –                                    |
| CS                                | Dzsudzsák Balázs  | 1986. december 23. (28 évesen)   | 70           | 16           | Gyinamo Moszkva      | 2015. 09. 04-én Románia ellen        |
| CS                                | Németh Krisztián  | 1989. január 5. (26 évesen)      | 18           | 1            | Sporting Kansas City | 2015. 09. 04-én Románia ellen        |
| CS                                | Nikolics Nemanja  | 1987. december 31. (27 évesen)   | 13           | 3            | Legia Warszawa       | 2015. 09. 04-én Románia ellen        |
| CS                                | Priskin Tamás     | 1986. szeptember 27. (28 évesen) | 48           | 16           | Slovan Bratislava    | 2015. 09. 04-én Románia ellen        |
| CS                                | Stieber Zoltán    | 1988. október 16. (26 évesen)    | 10           | 2            | Hamburger SV         | 2015. 09. 04-én Románia ellen        |
| CS                                | Szalai Ádám       | 1987. december 9. (27 évesen)    | 25           | 8            | 1899 Hoffenheim      | 2015. 09. 04-én Románia ellen        |
| CS                                | Lovrencsics Gergő | 1988. szeptember 1. (27 évesen)  | 8            | 0            | Lech Poznań          | 2014. 11. 18-án Oroszország ellen    |
| Szövetségi kapitány: Bernd Storck |                   |                                  |              |              |                      |                                      |

## A mérkőzés
| 2015. szeptember 7. 20.45 (CEST) |

| Észak-Írország                                   | 1–1               | Magyarország                                       |
| ------------------------------------------------ | ----------------- | -------------------------------------------------- |
| Lafferty 90+3' 10' McLaughlin 72' Baird 81′, 81′ | (0–0) Jegyzőkönyv | Guzmics 74' 19' Leandro 41' Priskin 84' Németh 89' |

| Windsor Park, Belfast Nézőszám: 10 200 Játékvezető: Felix Brych (török) Asszisztensek: Bahattin Duran és Mustafa Eyisoy |

### Az összeállítások
| Csapatszínek   | Csapatszínek | Csapatszínek |
| Csapatszínek   |              |              |
| Csapatszínek   |              |              |
|                |              |              |
| Észak-Írország |              |              |

| Csapatszínek | Csapatszínek | Csapatszínek |
| Csapatszínek |              |              |
| Csapatszínek |              |              |
|              |              |              |
| Magyarország |              |              |

Használt rövidítések (magyar rövidítés – angol rövidítés – poszt):
| - KA – GK – kapus - V – DF – hátvéd - S – SW – söprögető - JV – RB – jobb oldali védő - KV – CB – középső védő - BV – LB – bal oldali védő - JSZV – RWB – jobb szélső védő - BSZV – LWB – bal szélső védő | - KP – MF – középpályás - VKP – DM – védekező középpályás - BKP – LM – bal oldali középpályás - KKP – CM – középső középpályás - JKP – RM – jobb oldali középpályás | - JSZ – RW – jobb szélső - BSZ – LW – bal szélső - TKP – AM – támadó középpályás | - CS – ST, FW – csatár - JCS – RF – jobb oldali csatár - KCS – CF – középső csatár - BCS – LF – bal oldali csatár |

| ÉSZAK-ÍRORSZÁG: |    |                  |           |
|                 |    |                  |           |
| KA              | 1  | Michael McGovern |           |
| JV              | 6  | Chris Baird      | 81′, 81′  |
| KV              | 5  | Jonny Evans      |           |
| KV              | 4  | Gareth McAuley   |           |
| BV              | 2  | Conor McLaughlin | 72'       |
| JKP             | 13 | Corry Evans      | 56'       |
| KKP             | 16 | Oliver Norwood   | 75'       |
| KKP             | 14 | Stuart Dallas    | 84'       |
| TKP             | 11 | Chris Brunt      |           |
| TKP             | 8  | Steven Davis     |           |
| CS              | 10 | Kyle Lafferty    | 10' 90+3' |
| Cserék:         |    |                  |           |
| KA              | 12 | Roy Carroll      |           |
| KA              | 23 | Alan Mannus      |           |
| KP              | 3  | Shane Ferguson   | 84'       |
| CS              | 7  | Niall McGinn     | 56'       |
| CS              | 9  | Will Grigg       |           |
| KP              | 15 | Paddy McCourt    |           |
| V               | 17 | Paddy McNair     |           |
| V               | 18 | Aaron Hughes     |           |
| CS              | 19 | Billy McKay      |           |
| V               | 20 | Craig Cathcart   |           |
| KP              | 21 | Josh Magennis    | 75'       |
| CS              | 22 | Caolan Lavery    |           |
| Vezetőedző:     |    |                  |           |
| Michael O’Neill |    |                  |           |

| MAGYARORSZÁG: |    |                   |         |
|               |    |                   |         |
| KA            | 1  | Király Gábor      |         |
| JV            | 5  | Fiola Attila      |         |
| KV            | 20 | Guzmics Richárd   | 19' 74' |
| KV            | 4  | Kádár Tamás       |         |
| BV            | 3  | Leandro           | 41'     |
| VKP           | 6  | Elek Ákos         | 22'     |
| VKP           | 13 | Kalmár Zsolt      |         |
| JKP           | 7  | Dzsudzsák Balázs  |         |
| TKP           | 10 | Gera Zoltán       |         |
| BKP           | 11 | Németh Krisztián  | 89'     |
| CS            | 9  | Szalai Ádám       | 68'     |
| Cserék:       |    |                   |         |
| KA            | 12 | Dibusz Dénes      |         |
| KA            | 22 | Bogdán Ádám       |         |
| V             | 2  | Lang Ádám         |         |
| KP            | 8  | Bódi Ádám         |         |
| CS            | 14 | Lovrencsics Gergő |         |
| V             | 15 | Predrag Bošnjak   |         |
| KP            | 16 | Nagy Ádám         | 22'     |
| CS            | 17 | Nikolics Nemanja  |         |
| KP            | 18 | Stieber Zoltán    |         |
| KP            | 19 | Priskin Tamás     | 68' 84' |
| V             | 21 | Vanczák Vilmos    | 89'     |
| KP            | 23 | Márkvárt Dávid    |         |
| Vezetőedző:   |    |                   |         |
| Bernd Storck  |    |                   |         |

Asszisztensek:

 Bahattin Duran (török) (partvonal)

 Mustafa Eyisoy (török) (partvonal)

 Hüseyin Göçek (török) (alapvonal)

 Barış Şimşek (török) (alapvonal)

Negyedik játékvezető:

 Çem Satman (török)

## Statisztika
| Összesen              | Észak-Írország | Magyarország |
| --------------------- | -------------- | ------------ |
| Labdabirtoklás        | 49%            | 51%          |
| Lövés                 | 10             | 9            |
| Kapura lövés          | 6              | 1            |
| Gól                   | 1              | 1            |
| Szöglet               | 5              | 1            |
| Les                   | 0              | 2            |
| Passzok száma         | 259            | 301          |
| Sikeres passzok száma | 205 (79%)      | 255 (85%)    |
| Szabálytalanság       | 16             | 20           |
| Sárga lap             | 4              | 4            |
| Piros lap             | 1              | 0            |

| Összesen                    | Észak-Írország | Magyarország |
| --------------------------- | -------------- | ------------ |
| Labdabirtoklás              | 52%            | 48%          |
| Lövés                       | 7              | 9            |
| Kapura lövés                | 5              | 2            |
| Kaput elkerülő lövés        | 2              | 6            |
| Kapus védés                 | 1              | 0            |
| Gól                         | 1              | 1            |
| Szöglet                     | 5              | 1            |
| Les                         | 0              | 2            |
| Támadások száma             | 109            | 81           |
| Elvesztett labdák száma     | 101            | 85           |
| Visszaszerzett labdák száma | 60             | 51           |
| Passzok száma               | 414            | 429          |
| Sikeres passzok száma       | 310 (75%)      | 335 (78%)    |
| Szabálytalanság             | 16             | 20           |
| Sárga lap                   | 2              | 4            |
| Piros lap                   | 1              | 0            |

## Örökmérleg a mérkőzés után
| Magyarország |           | Észak-Írország |
| ------------ | --------- | -------------- |
| 4            | Győzelem  | 1              |
| 1            | Döntetlen | 1              |
| 8            | Gólok     | 4              |
| 9/12         | Pontok    | 3/12           |
| 75,00%       | %         | 25,00%         |

A táblázatban a győzelemért 2 pontot számoltunk el.

### Összes mérkőzés
Győzelem
      Döntetlen
      Vereség
| No.       | Dátum         | Helyszín                 | Nézőszám | Mérkőzés     | Eredmény                              | Gólszerző(k)                                   |
| --------- | ------------- | ------------------------ | -------- | ------------ | ------------------------------------- | ---------------------------------------------- |
| 1. (627.) | 1988. 10. 19. | Budapest, Népstadion     | 18 000   | vb-selejtező | Magyarország–Észak-Írország 1–0 (0–0) | Vincze 85'                                     |
| 2. (635.) | 1989. 09. 06. | Belfast, Windsor Park    | 15 000   | vb-selejtező | Észak-Írország–Magyarország 1–2 (0–2) | Whiteside 89' és Kovács K. 13', Bognár Gy. 43' |
| 3. (741.) | 2000. 04. 26. | Belfast, Windsor Park    | 7 600    | barátságos   | Észak-Írország–Magyarország 0–1 (0–0) | Horváth F. 61'                                 |
| 4. (837.) | 2008. 11. 19. | Belfast, Windsor Park    | 12 000   | barátságos   | Észak-Írország–Magyarország 0–2 (0–0) | Torghelle 57', Gera 71'                        |
| 5. (889.) | 2014. 09. 07. | Budapest, Groupama Aréna | 20 672   | Eb-selejtező | Magyarország–Észak-Írország 1–2 (0–0) | Priskin 75' és McGinn 81', Lafferty 88'        |
| 6. (898.) | 2015. 09. 07. | Belfast, Windsor Park    |          | Eb-selejtező | Észak-Írország–Magyarország 1–1 (0–0) | Kyle Lafferty 90+3' és Guzmics 74'             |

## Tabella
Tabella a forduló előtt
| Csapat         | M | Gy | D | V | G+ | G– | Gk | P  |
| -------------- | - | -- | - | - | -- | -- | -- | -- |
| Észak-Írország | 7 | 5  | 1 | 1 | 11 | 5  | +6 | 16 |
| Románia        | 7 | 4  | 3 | 0 | 7  | 1  | +6 | 15 |
| Magyarország   | 7 | 3  | 3 | 1 | 5  | 3  | +2 | 12 |
| Finnország     | 7 | 2  | 1 | 4 | 6  | 8  | –2 | 7  |
| Feröer         | 7 | 2  | 0 | 5 | 5  | 11 | –6 | 6  |
| Görögország    | 7 | 0  | 2 | 5 | 2  | 8  | –6 | 2  |

További eredmények
| 2015. szeptember 7. | Finnország | 1–0 | Feröer      |
| 2015. szeptember 7. | Románia    | 0–0 | Görögország |

Tabella a forduló után
| Csapat         | M | Gy | D | V | G+ | G– | Gk | P  |
| -------------- | - | -- | - | - | -- | -- | -- | -- |
| Észak-Írország | 8 | 5  | 2 | 1 | 12 | 6  | +6 | 17 |
| Románia        | 8 | 4  | 4 | 0 | 7  | 1  | +6 | 16 |
| Magyarország   | 8 | 3  | 4 | 1 | 6  | 4  | +2 | 13 |
| Finnország     | 8 | 3  | 1 | 4 | 7  | 8  | –1 | 10 |
| Feröer         | 8 | 2  | 0 | 6 | 5  | 12 | –7 | 6  |
| Görögország    | 8 | 0  | 3 | 5 | 2  | 8  | –6 | 3  |